# Siergiej Lim
Siergiej Gieorgijewicz Lim (kaz. Сергей Георгиевич Лим, trl. Sergej Georgievič Lim; ur. 26 listopada 1987) – kazachski judoka. Olimpijczyk z Londynu 2012, gdzie zajął dziewiąte miejsce w wadze półlekkiej.
Uczestnik mistrzostw świata w 2009, 2010, 2013 i 2014. Startował w Pucharze Świata w latach 2009-2011 i 2016. Złoty medalista mistrzostw Azji w 2012 roku.

## Letnie Igrzyska Olimpijskie 2012
| Konkurencja | Eliminacje            | Eliminacje              | Klas. końcowa |
| Konkurencja | Przeciwnik I          | Przeciwnik II           | Miejsce       |
| ----------- | --------------------- | ----------------------- | ------------- |
| 66 kg       | Martin Iwanow (BGR) Z | Masashi Ebinuma (JPN) P | 9.            |